# Vojtěch Alois Primes
Vojtěch Alois Primes OSA (14. září 1899, Chromeč – 3. června 1981, Praha) byl římskokatolický kněz a augustinián, dlouholetý duchovní správce a strážce mariánské poutní svatyně v Dolním Ročově u Loun v litoměřické diecézi. V letech 1949–1981 zastával funkci provinciála české provincie augustiniánského řádu.

## Život
V roce 1924 vstoupil do augustiniánského řádu a přijal řeholní jméno Vojtěch. V roce 1948 jej katalog duchovenstva litoměřické diecéze uvádí jako jednoho ze dvou augustiniánů v klášteře v Dolním Ročově.
V roce 1950 byl uvězněn. Ve vězení byl do roku 1955. Poté nějaký čas nesměl působit v duchovní správě. Později se vrátil jako správce farnosti do Dolního Ročova, kde působil až do své smrti. Po zádušní mši svaté v kostele sv. Tomáše v Praze dne 10. června 1981 v 11 hodin byl odpoledne o 15 hodině týž den pohřben v Ročově.
Provinciálem se po jeho smrti stal P. Vít Václav Mareček, OSA.